# Фридрих фон Валбек
Фридрих фон Валбек (на немски: Friedrich von Walbeck; * 974 † сл. 1012/1018) е през граф на Валбек и бургграф на Магдебург. Брат е на историка епископ Титмар Мерзебургски.

## Биография
Той е син на граф Зигфрид I фон Валбек († 15 март 990) и съпругата му Кунигунда фон Щаде († 13 юли 997), дъщеря на граф Хайнрих I „Плешливи“ фон Щаде († 976) и Юдит фон Ветерау († 973) (от род Конрадини).
Фридрих е първият известен бургграф на Магдебург. През 998 г. с братовчед си Вернер фон Валбек той отвлича Луитгарда, дъщерята на маркграф Екехард I фон Майсен. През 1009 г. Фридрих и Вернер се бият против граф Дедо I фон Ветин.

## Фамилия
Фридрих се жени за Титбурга (Титберга). Те имат децата:
- Конрад фон Валбек (1018; † 1073), граф на Валбек и бургграф на Магдебург
- Бригида, абатиса в манастир Св. Лауренций в Магдебург

От втори брак:
- Майнфрид († 1079), бургграф на Магдебург